# Cima Valbona (Latemar)
Die Cima Valbona, auch Cima di Valbona, ist ein 2691 m s.l.m. hoher Berg im Latemar, einem Gebirge der Dolomiten, der auf der Grenze der italienischen Provinzen Südtirol und Trentino bzw. der Gemeinden Deutschnofen und Predazzo liegt.

## Lage und Umgebung
Die Cima Valbona liegt im Süden des Latemar auf dessen Hauptkamm, der sie mit der Cima di Valsorda im Norden und über seinen Abschnitt des Cavignongrats mit der Cima Feudo verbindet. Im Westen fällt sie in einer 200 Meter hohen Felswand zu den Geröllfeldern oberhalb der Maierlalm ab, während sich im Osten und Süden nur kleine Felswände befinden, unter denen sich allerdings ebenfalls Geröllfelder befinden. Im Südosten liegt das namensgebende Tal der Cima Valbona, das Valbona, das über den Rif di Gardonè in den Avisio entwässert wird.

## Anstiege
- von Obereggen aus über Weg Nr. 18 nach Oberholz und zur Gamstallscharte und auf Weg Nr. 516 bis zum Rifugio Torre di Pisa
- von Obereggen aus über Weg Nr. 18 nach Oberholz, auf Weg Nr. 22 oder 23A und später Weg Nr. 516 zum Rifugio Torre di Pisa[2]
- von Predazzo aus über Weg Nr. 504 und 516 zum Rifugio Torre di Pisa
- vom Rifugio Torre di Pisa über einen kurzen, schmalen Steig zum Gipfel[1]